# Placa de proves

Exemple de placa de proves.

La placa de proves, també coneguda com a protoboard o breadboard, és una placa d'ús genèric reutilitzable o semi permanent, usada per construir prototips de circuits electrònics amb soldadura o sense. Normalment s'utilitzen per a la realització de proves experimentals. A més dels Protoboard plàstics, sense soldadura, també existeixen al mercat altres models de plaques de prova.

## Evolució
En els primers temps de la ràdio, els aficionats lligaven cables de coure a claus clavats en una taula de fusta per soldar-hi els components electrònics. A vegades un diagrama esquemàtic de paper s'enganxava primer a la junta per fer de guia per posar els terminals, i després els components i els cables eren instal·lats sobre els símbols dels esquemes. L'ús de xinxetes o claus petits com a llocs per fer el muntatge també era comú.
Amb el temps, les plaques de proves han canviat molt, fins al punt de ser utilitzats per a la construcció de tota mena de prototips per a dispositius electrònics. Per exemple, la patent US Patent 3,145,485, presentada el 1961 i concedida el 1964, està formada per una placa de fusta amb ressorts i altres instal·lacions. Sis anys després, la patent US Patent 3,496,419, concedida el 1970 després d'una presentació el 1967, es refereix a un particular disseny de circuits impresos com a Printed Circuit Breadboard. Tots dos exemples es refereixen també a descriure altres tipus de plaques universals com la tècnica.
La placa de proves comuna, generalment de color blanc i de plàstic que es presenta en aquest article va ser dissenyat per Ronald J. Portugal de la IE Instruments Inc el 1971.

## Tipus

### D'ús temporal

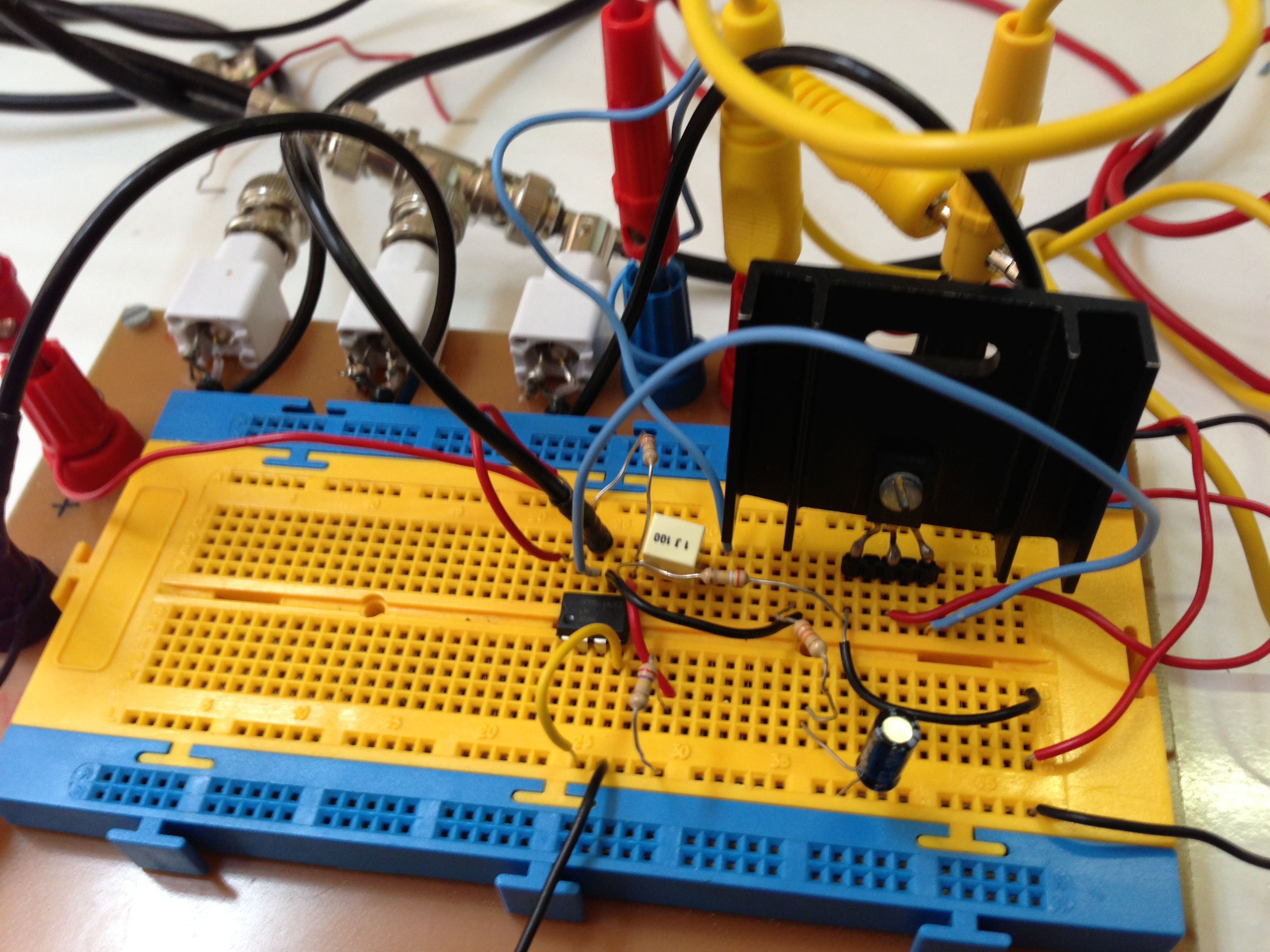
Placa Protoboard

- Protoboard o Breadboard. És una de les plaques de prova més usades. Està composta per blocs de plàstic perforats i nombroses làmines primes -d'un aliatge de coure, estany i fòsfor; que uneixen aquestes perforacions, creant una sèrie de línies de conducció paral·leles. Les línies es tallen en la part central del bloc de plàstic per garantir que dispositius com circuits integrats tipus DIP (Dual Inline Packages) puguin ser inserits perpendicularment a les línies dels conductors. En la cara oposada es col·loca un folre amb cola, que serveix per segellar i mantenir en el seu lloc les tires metàl·liques.

A causa de les característiques de capacitat (de 2 a 30 pF per punt de contacte) i resistència que solen tenir els protoboard estan confinats a treballar a baixes freqüències - inferiors als 10 o 20 MHz depenent del tipus i qualitat dels components electrònics utilitzats. Els altres components electrònics poden ser muntats sobre perforacions adjacents que no comparteixin la tira o línia conductora i interconnectats a altres dispositius usant cables - usualment unifilars. Unint dos o més protoboard és possible ajuntar complexos prototips electrònics que comptin amb desenes o centenars de components. El nom Protoboard és una contracció de les paraules angleses Prototype Board i és el terme que s'ha difós més àmpliament a la majoria de països. No obstant això, particularment als Estats Units i Anglaterra, es coneix com Breadboard. Anteriorment un Breadboard era una taula utilitzada com a base per tallar el pa, però s'ha mantingut aquest nom perquè en els principis de l'electrònica els pioners usaven aquestes taules per muntar els seus prototips, composts per tubs de buit, clavilles, etc. els quals eren assegurats per mitjà de cargols i interconnectats usant cables.

### D'ús permanents i/o temporal
- Perfboard. Placa perforada els buits del qual són coberts per material conductor - usualment coure, però que no estan interconnectats entre si. Aquest tipus de plaques requereixen que cada component s'hagi de soldar a la placa i a més les interconnexions entre ells sigui realitzada a través de cables o camins de soldadura.

- Stripboard. És un tipus especial de perfboard amb patró on els forats estan interconnectats formant files de material conductor.

Aquests tipus de plaques generalment es fabriquen unint una làmina de material conductor (usualment coure o un aliatge d'aquest) a una base de material plàstic sintètic denominat baquelita. Quan aquest tipus de plaques s'utilitzen per construir Perfboard, Perfboard amb patró o stripboard; reben el nom genèric de "Baquelita Universal".